# جزیره (فیلم ۲۰۰۰)
جزیره (به انگلیسی: The Isle) فیلمی محصول سال ۲۰۰۰ کره جنوبی به نویسندگی و کارگردانی کیم کی دوک است. این پنجمین فیلم او و نخستین فیلمی است که به دلیل سبک شناخته شده‌اش در سطح جهانی مورد تحسین قرار گرفته‌است.

## خلاصه فیلم
دربارهٔ زنی است که عاشق یک مرد فراری از دست قانون شده‌است؛ زن در یک تفرجگاه ماهیگیری کار می‌کند، مکانی ظاهراً ایده‌آل که در عمل و از نظر روابط انسانی با تلخی‌های فراوانی همراه است اما آمدن مرد ماجرا را به مسیری دیگر می‌برد.

## جوایز
| سال  | جشنواره                         | بخش                    | نامزدی     | نتیجه    | جایزه      |
| ---- | ------------------------------- | ---------------------- | ---------- | -------- | ---------- |
| ۲۰۰۰ | جشنواره فیلم ونیز               | بهترین فیلم            | کیم کی دوک | نامزدشده | شیر طلایی  |
| ۲۰۰۰ | جشنواره فیلم ونیز               | جایزه نت‌پک             | کیم کی دوک | برنده    |            |
| ۲۰۰۱ | جشنواره فیلم سینیمانیلا فیلیپین | بهترین بازیگر زن       | سو جونگ    | برنده    |            |
| ۲۰۰۱ | جشنواره فیلم فانتزی بروکسل      | بهترین فیلم            | کیم کی دوک | برنده    | کلاغ طلایی |
| ۲۰۰۱ | جشنواره فیلم فانتاسپورتو پرتغال | بهترین بازیگر زن       | سو جونگ    | برنده    |            |
| ۲۰۰۱ | جشنواره فیلم فانتاسپورتو پرتغال | بهترین فیلم            | کیم کی دوک | نامزدشده |            |
| ۲۰۰۱ | جشنواره فیلم فانتاسپورتو پرتغال | جایزه ویژه هیئت داوران | کیم کی دوک | برنده    |            |